# 畑薙第一ダム
畑薙第一ダム（はたなぎだいいちダム）は、静岡県静岡市葵区、一級河川・ 大井川水系大井川に建設されたダム。高さ125メートルの中空重力式コンクリートダムで、この型式単体のダムとしては堤高が世界一である。中部電力の発電用ダムで、同社の揚水式水力発電所・畑薙第一発電所の上池を形成。下池・畑薙第二ダムとの間で水を往来させ、最大8万6,000キロワットの電力を発生する。ダム湖（人造湖）の名は畑薙湖（はたなぎこ）という。

## 歴史
1902年（明治35年）より進められた大井川水系における電源開発事業は、大井川電力から日本発送電、そして戦後は中部電力と、事業者の変遷がありながらも着々と進められていった。1927年（昭和2年）の田代ダム（早川電力、現・東京電力）完成以来、大ダムを伴う水力発電所が建設されるようになり、戦後は中部電力が海外技術顧問団 (OCI) の助言を得つつ、大規模な水力発電所の建設を進めていった。1951年（昭和26年）、中部電力は大井川鉄道井川線の敷設と並行して事業を進め、1956年（昭和31年）に奥泉ダムを、1957年（昭和32年）には井川ダムを完成させた。
同年、中部電力は井川ダム上流の畑薙地点に大規模な水力発電所の建設計画に着手。中部電力としては初の試みとなる揚水発電を採用し、河川からの自然流入水も併用する（混合揚水）。ダム建設地点は険しい峡谷であったことから、ダムの堤体内に発電所を内蔵することで省スペース化と建設費縮減が図られている。ダムの下腹部、洪水吐き導流部の傾斜が緩やかになっている部分に3台の水車発電機および変電機器が収められており、ダム直下右岸の設備は開閉器および送電設備である。1962年（昭和37年）、畑薙第一ダムが完成。1961年（昭和36年）には下池・畑薙第二ダムも完成しており、畑薙第一発電所の運転が開始された。出力は完成当初13万7,000キロワットであったが、2016年（平成28年）4月付けで1号機が廃止されたのに伴い、8万6,000キロワットへと減退している。

## 周辺・アクセス
静岡県道60号南アルプス公園線を井川ダムより北上すると畑薙第一ダムに到着する。井川ダムから畑薙第一ダムまでは約27kmの道のりとなる。大井川では畑薙第一・第二ダム・井川ダムと連続する3ダムが同じ中空重力式を採用しており、こうした例は日本で唯一のものである。
畑薙第一ダムは南アルプスの荒川岳・赤石岳・聖岳・茶臼岳などへの登山の基点ともなり、南アルプスへの玄関口の一つである。南アルプス登頂のための登山客や秋の紅葉（11月上旬から中旬にかけてが見ごろ）を楽しむ観光客で春や秋はにぎわう。畑薙第一ダムより上流は南アルプス国立公園の区域内である。ダム堰堤を渡って暫く進んだ沼平ゲートより先（東俣林道）は、マイカー規制が実施されており、一般車両は通行することができない。そのため、沼平ゲートより先は基本的に徒歩となるが、二軒小屋などには山小屋やロッジがあり、これを管理する特種東海フォレストの送迎バスが畑薙第一ダムから椹島および二軒小屋までの間を一日1往復から最大4往復している。乗車には特種東海フォレスト管理の山小屋に最低1泊以上する必要があるが、1泊すれば無料で利用出来る。また、ダム下流には南アルプス赤石温泉白樺荘があり、ここを拠点とする登山客や観光客も多い。因みに白樺荘では当ダムのダムカードも配っている(但し入手には写真の提示等が必要)。
市街地から遠く離れた場所ではあるが、夏の登山シーズンおよび秋の紅葉シーズン限定で公共交通機関を用いて訪れることもできる。静岡鉄道グループのしずてつジャストラインバスが新静岡駅・JR東海静岡駅より当ダムまでの間を往復している。所要時間は約3時間30分である。途中の乗降はできない(静岡駅方向のみ、井川駅で降車を扱う)。また、大井川鐵道を利用して井川線の終点井川駅まで行き、井川地区自主運行バスを利用して白樺荘(畑薙第二ダム付近)までは行くことができる。
マイカーを利用する場合、高速道路の最寄インターチェンジは、関東方面からは新東名高速道路の新静岡インターチェンジで約72km、関西・名古屋方面からは新東名高速道路の島田金谷インターチェンジで約87kmの道のりである。また新東名高速道路静岡サービスエリアのスマートインターチェンジも利用出来る。いずれも山岳路を経由する形となるためアクセスには相応の時間を要する。さらに、ダムまでのアクセス路となる静岡県道60号南アルプス公園線は、道幅が狭い区間が長く、落石や土砂崩れにより交通規制がかかることも多いため注意が必要である。規制がかかっていない際でも、細かな落石は日々発生しており通行には注意が必要。
畑薙第一ダム完成によって誕生した畑薙湖は、井川ダムに次ぐ総貯水容量1億立方メートル級のダムであり、東海地方屈指の規模を誇る。畑薙第一ダムは発電用ダムであるが、発電用の水を利用して下流の大井川用水を始めとする用水路の水源ともなっている。これは1989年（平成元年）以降、大井川の流況改善を目的に河川維持放流が大井川の全てのダムに義務付けられ、発電後に使用した後の水とともに下流の上水道や工業用水道、農業（かんがい）用水に利用されている。こうした背景から、水不足によって畑薙湖の水位が低下すると、取水制限が行われる場合がある。沼平ゲートより約2.5km奥には、畑薙湖にかかる全長181.7mの畑薙大吊橋があり、この橋は茶臼岳(登山の最短ルート)や上河内岳の登山のスタート地点である。

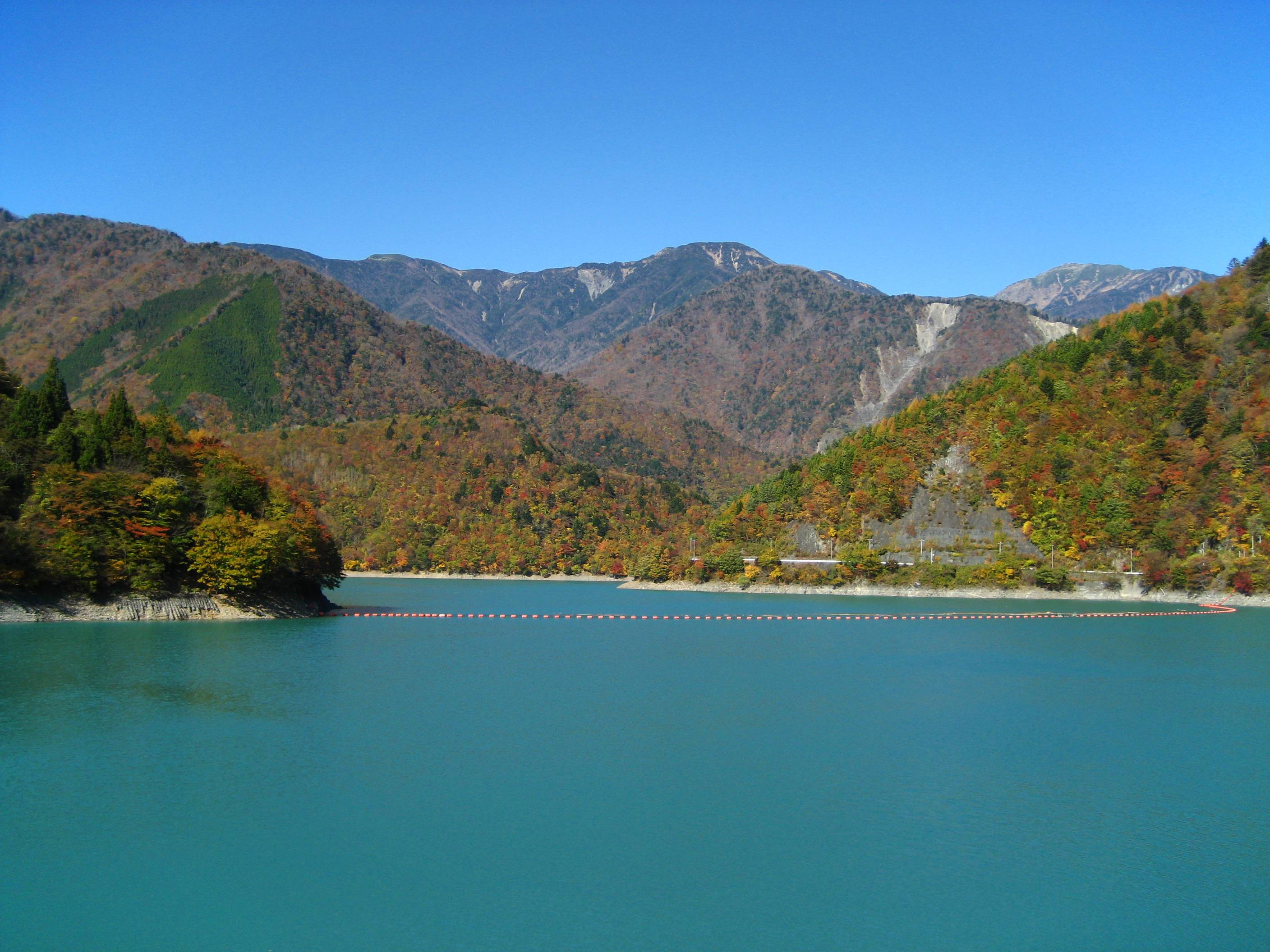
畑薙湖
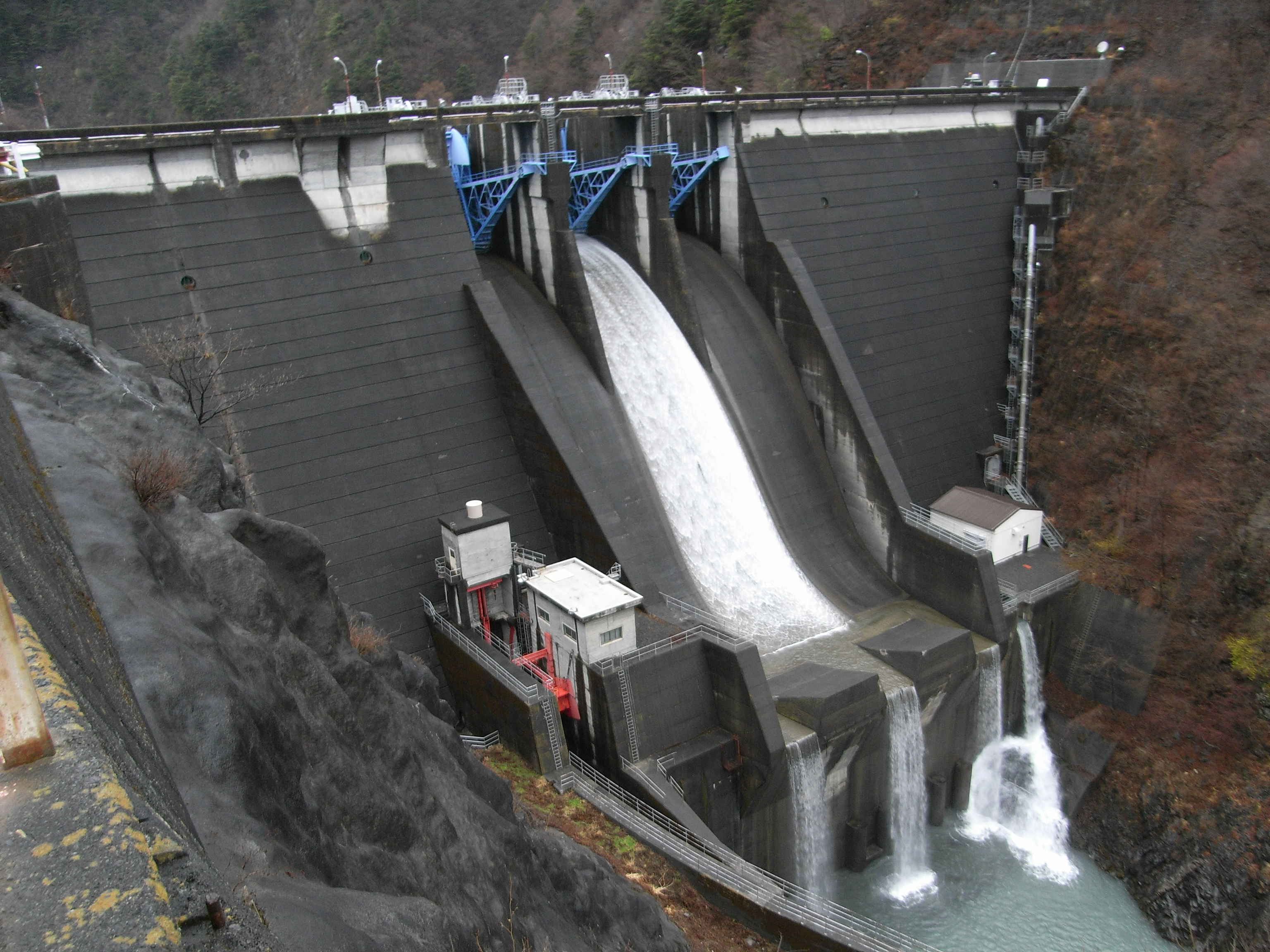
下池・畑薙第二ダム

## 諸問題
畑薙第一ダム完成以来、徐々に堆砂が進んでいる。大井川は糸魚川静岡構造線に沿って流れる河川であり、源流域の山岳地帯は崩落が激しい。このため大量の土砂が大井川に流れ込み、上流部は常に白濁水となっている。この問題は未だ発電運用自体に影響を及ぼさない範囲内であるが、水位が著しく低下した際に備えた低水取水施設については堆砂による機能不全が見られることから、1998年（平成10年）より畑薙湖の浚渫（しゅんせつ）を実施している。なお、大井川の白濁は奥泉ダム付近にまで及んでいるが、長島ダムや大井川ダムにおいて表面取水施設により上ずみを下流に放流していることから、大井川ダムより下流においては白濁が解消している。